# Treehouse of Horror III
"Treehouse of Horror III" är det femte av avsnittet från säsong fyra av Simpsons och den tredje bland Treehouse of Horror-avsnitten. Avsnittet sändes på Fox den 29 oktober 1992. I avsnittet har familjen Simpson ett halloween party där de berättar tre skräckhistorier, i första köper Homer en talande Krusty-docka som vill döda honom, i andra blir King Homer förälskad i Marge och i den tredje väcker Bart och Lisa de döda till liv. Första historien skrevs av Al Jean & Mike Reiss, andra skrevs av Jay Kogen & Wallace Wolodarsky och den tredje av Sam Simon & Jon Vitti. Avsnittet regisserades av Carlos Baeza. Marcia Wallace kallad för ”Macabre Marcia Wallace” gästskådespelar som Edna Krabappel.

## Handling
Homer utmanar tittarna att stänga av TV:n då innehållet i avsnittet kan vara läskigt, då de inte gör det säger han till dem att de är fegisar och bilden stängs av. Marge frågar då Homer om han kallade tittarna för fegisar men han berättar att han inte gjorde det. Därefter startar vinjetten. Familjen Simpson har ett halloween party för Bart och Lisas vänner. Marge börjar berätta en skräckhistoria men efter att Homer förstört hennes historia börjar Lisa berätta en skräckhistoria där familjen spelar huvudrollerna.

### Clown Without Pity
Bart fyller år och Homer har glömt köpa en present till honom. Homer springer iväg för att köpa en present och besöker en butik som kallas House of Evil, där han köper en talande Krusty-docka. Affärsinnehavaren varnar honom över att dockan har en förbannelse, men Homer avfärdar hans oro. Homer ger sen Bart presenten och han blir glad över den. Farfar berättar då för familjen att dockan är ond, vilket han även sagt om alla andra presenter bara för att få uppmärksamhet. Några dagar senare testar Homer dockan som han köpte och den berättar att han ska döda honom och börjar jaga honom med en kniv. Homer lyckas undkomma döden och fångar dockan och kastar ner den i ett bottenlöst hål men då Homer kommer hem visar det sig att dockan kommit tillbaka till hemmet och försöker döda honom igen. Marge upptäcker det och ringer till företaget som skickar en reparatör. Reparatören upptäcker att någon ställt in dockan på ond och ändrar den till snäll. Därefter blir Krusty-dockan snäll och Homer börjar låta honom göra hushållsuppgifter. På natten går sen Krusty-dockan och sover med en Malibu Stacy-docka som den blivit förälskad i. 

### King Homer
Farfar börjar sen berätta en historia baserad på en film om hur Marge gick med Mr. Burns och Smithers på en expedition to Ap-ön för att hitta King Homer. När de kommer till ön kidnappar urbefolkningen Marge för att offra den till Homer som blir förälskad i Marge. Marge blir först rädd för Homer men inser sen att den inte är farlig. Mr. Burns och Smithers söver ner sen Homer och tar honom till New York. I New York sätter Burns upp en föreställning på Broadway men då pressen börjar fotografera Homer blir Burns bländad och råkar se till att Homer blir fri från kedjorna och börjar spring ut på gatorna i New York. Homer kidnappar sen Marge och börjar klättra upp för Empire State Building men efter några våningar blir Homer trött av utmattning och faller mot marken. Homer överlevde fallet men Burns inser att hans karriär är över. Marge gifter sen med Homer.

### Dial 'Z' For Zombies
Nästa historia berättas av Bart. Bart gör en dålig redovisning och tvingas göra en ny och besöker biblioteket i Springfield Elementary School och hittar en avdelning med svartmagi. Bart hittar där en intressant bok. Bart berättar sen för Lisa om en formell i boken återuppväcker de döda och de bestämmer sig för att testa det på Snowball I men de misslyckas istället väcker Bart de döda människorna som kommer upp ur sina gravar som zombier och börjar äta upp alla hjärnorna hos invånarna i Springfield. Familjen Simpson lyckas överleva zombierna tills de kommer genom bakdörren som Homer glömt låsa.
Zombierna kommer in i huset och Homer offrar sig så resten av familjen kan fly men då zombierna inser att hans hjärna är för dåliga struntar de i honom. Familjen springer tillbaka till biblioteket för att hitta boken och en formel som stoppar zombierna. Efter att Bart misslyckas i första försöket lyckas han i andra och zombierna går tillbaka till sin gravar. Familjen Simpson är glada över att de inte blev zombier och börjar kolla på TV. Familjen har dock börjat bete sig som zombier när de kollar på TV:n.

## Produktion
Första historien skrevs av Al Jean & Mike Reiss, andra skrevs av Jay Kogen & Wallace Wolodarsky och den tredje av Sam Simon & Jon Vitti. Avsnittet regisserades av Carlos Baeza. Marcia Wallace kallad för "Macabre Marcia Wallace" gästskådespelar som Edna Krabappel. När avsnittet kom tillbaka från animatörerna i Korea hade flera scener fel färger och de hade även ändrat manuset på omkring 100 scener och skulle fixa de båda på runt sex veckor. De bestämde sig därför att strunta i manusändringarna. Avsnittet är det sista Treehouse of Horror-avsnittet med gravstenar i vinjetten eftersom författarna hade problem att komma på olika namn. Två av gravstenarna på kyrkogården är alternativa stavningar av författarna Jay Kogen och Wallace Wolodarsky. "King Homer" är en av Matt Groenings favoriter i Treehouse of Horror-serien. Al Jean var lite orolig om tittarna skulle uppskatta King Homer eftersom delen är i svart-vit, något som inte är vanligt på nyare TV-program.

## Kulturella referenser
När Homer välkomnar tittarna är scenen en parodi på Alfred Hitchcock Presents. En sak som Jean tror många tittare missat är att Homers mage är större än linjerna runt honom. På partyt är Bart utklädd som Alex i A Clockwork Orange. "Clown Without Pity" är baserat på "Living Doll" i The Twilight Zone men också Trilogy of Terror och Den onda dockan. Titeln är en parodi på "Town Without Pity". Butiksföresäljaren är en parodi på Mr. Wing i Gremlins. När dockan sitter under Homers bil är det en referens till  Cape Fear. "King Homer" är en parodi på King Kong. I "King Homer" säger en av infödingarna "Mosi Tatupu" vilket i avsnittet betyder att de ska offra den blåhåriga damen. "Dial Z for Zombies" är en parodi på Slå nollan till polisen och Night of the Living Dead. När de döda reser sig från gravarna håller Bart i Thriller som en referens till musikvideon från Thriller. När familjen är på väg till biblioteket för att stoppa zombisarna är scenen en referens till mordet på John F. Kennedy.

## Mottagande
Avsnittet sändes på Fox den 29 oktober 1992. Avsnittet hamnande på plats 20 över de mest sedda program under veckan med en Nielsen ratings på 14.7 vilket gav 13,7 miljoner hushåll och det mest sedda på Fox under veckan. Warren Martyn och Adrian Wood har i I Can't Believe It's a Bigger and Better Updated Unofficial Simpsons Guide kallat avsnittet för en av säsongens bästa och gillar mest "Dial Z for Zombies". Under 2006 röstade IGN fram att "Dial Z For Zombies" är den nästa bästa historien i Treehouse of Horror-serien. "Clown without Pity" hamnade på plats sex i samma lista. I 28 dagar senare refererar Sgt. Ferrell till Smithers från avsnitt när han berättar vad han anser om kvinnor och havet. Avsnittets referens till Night Of The Living Dead har hos Total Film hamnat på plats 16 över de bästa filmreferenserna i serien.